# Пирогов (фільм)
«Пирогов» — чорно-білий кінофільм Григорія Козінцева, що вийшов на екрани 1947 року.

## Сюжет
Фільм про життя і діяльність анатома і хірурга, члена-кореспондента Петербурзької академії наук (1846) Миколи Пирогова. Пирогов, безпосередній учасник кількох воєн, основоположник військово-польової хірургії. Він вперше (1847 року) зробив операцію на полі бою під наркозом, увів нерухому гіпсову пов'язку, запропонував низку нових хірургічних операцій. Наукові праці Пирогова здобули світову популярність.

## В ролях
| Актор                  | Роль                              |
| ---------------------- | --------------------------------- |
| Костянтин Скоробогатов | Пирогов                           |
| Володимир Честноков    | Іпатов прототип - Ф. І. Іноземцев |
| Ольга Лебзак           | Вакуліна                          |
| Сергій Яров            | Скулаченко                        |
| Георгій Гумілевський   | Лукич                             |
| Микола Черкасов        | Лядов відкупник                   |
| Петро Лобанов          | Тарасов                           |
| Малютін Яків Йосипович | доглядач в госпіталі              |
| Олексій Дикий          | Павло Нахімов                     |
| Тетяна Пілецька        | Даша Севастопольська              |
| Миколай Трофімов       | пиріжник                          |
| Андрій Кострічкін      | той, що спізнився                 |
| Сергій Карнович-Валуа  | циган-гітарист                    |
| Георгій Колосов        | шпик                              |

## Знімальна група
- Автор сценарію: Юрій Герман[ru]
- Режисер-постановник: Григорій Козінцев
- Оператори-постановники:
  - Андрій Москвін[ru]
  - Анатолій Назаров[ru]
  - Наум Шифрін
- Композитор: Дмитро Шостакович
- Художник-постановник: Євген Еней[ru]
- Директор картини — Михайло Шостак[ru]

## Нагороди
- 1948 року знімальній групі фільму присуджено Державну премію СРСР.[2]